# Matapalo
Matapalo e higuerote nombre que reciben en América tropical  —en particular en Colombia, Venezuela, Ecuador, Costa Rica, Guatemala y El Salvador— o árbol estrangulador, son los nombres vulgares de unas cuantas especies de árboles, principalmente del género Ficus, debido a su hábito de crecimiento. Son especies cuyas semillas, germinadas sobre ramas de árboles tras ser transportadas por el viento o algún animal, comienzan su vida vegetativa como epífitas, aunque solo utilizan a su anfitrión como apoyo, no como sustento alimenticio. A medida que crecen desarrollan largas raíces aéreas que van abrazando el árbol en su camino hacia el suelo. Al cabo del tiempo, llegan a estrangular y matar al anfitrión en su intento por alcanzar la luz solar, bastante escasa en el piso inferior de la vegetación de la selva tropical que es su hábitat natural.

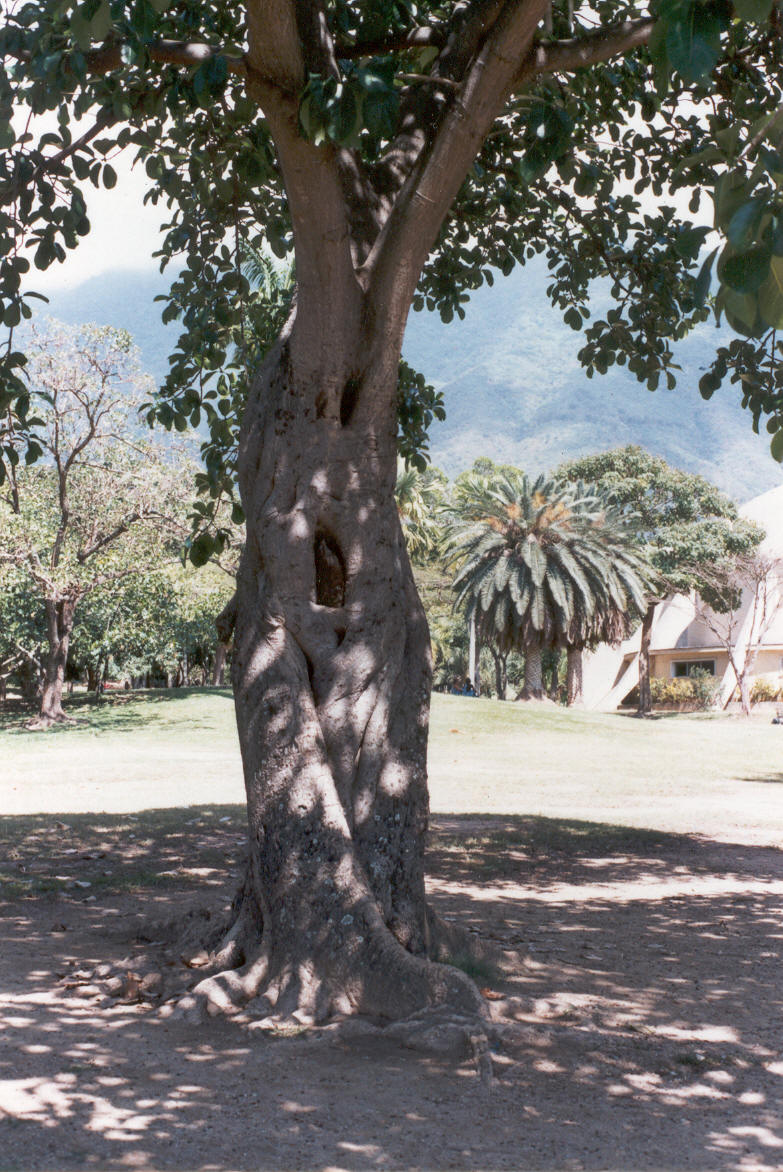
Ficus elastica en el Parque del Este, Caracas, Venezuela. Puede verse parte del árbol original a través de una abertura del tronco. También se ve parte del Planetario Humboldt.

## Ecología
Las distintas especies son árboles característicos de las selvas de la zona intertropical, muchos de ellos de origen americano. Casi todos ellos pertenecen a la familia Moraceae y en su mayoría, al género Ficus. 

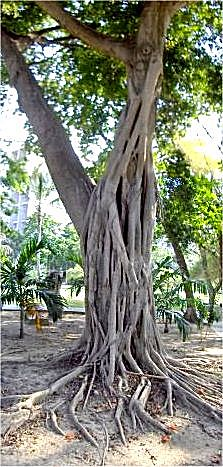
Coussapoa pittieri en el bosque cercano a Naiguatá, Venezuela. Véanse las raíces nervudas, típicas del invasor, diferentes de las del árbol original.

- Los banianos, varias especies del género Ficus.

Además de:
- Ficus longifolia endémico del bosque atlántico de Brasil, es uno de los árboles más representativos de la selva. De escasa altura (3 a 6 m), tronco corto y ramas extendidas.
- Ficus urbaniana, se distribuye desde México hasta el Perú. Alcanza de los 10 a los 30 m de alto. Su nombre obedece a que en su etapa juvenil puede verse creciendo en las ranuras de las paredes, en los pilares y puentes y en otros lugares casi increíbles. Sus raíces y troncos pueden ocasionar daños a las construcciones. En las áreas selváticas pueden alcanzar alturas considerables.
- Ficus nymphaeifollia, alcanza desde los 7 hasta los 35 m de altura y se distribuye desde la América Central hasta el Brasil.
- Ficus benjamina, de 5 a 10 m de altura, es de origen asiático y se cultiva en muchos países como árbol de sombra y ornamental.
- Ficus mathewsii, alcanza de 6 a 10 m de altura.
- Ficus prinoides, especie identificada por Alexander von Humboldt y Amadeo Bonpland en los albores del siglo XIX. Es originario del Norte de Sudamérica. Alcanza desde los 5 hasta los 20 metros de alto.
- Ficus retusa, oriundo de la India e Indonesia, introducido en muchas partes de otros continentes como árbol de sombra. Alcanza de 4 a 8 metros de altura.

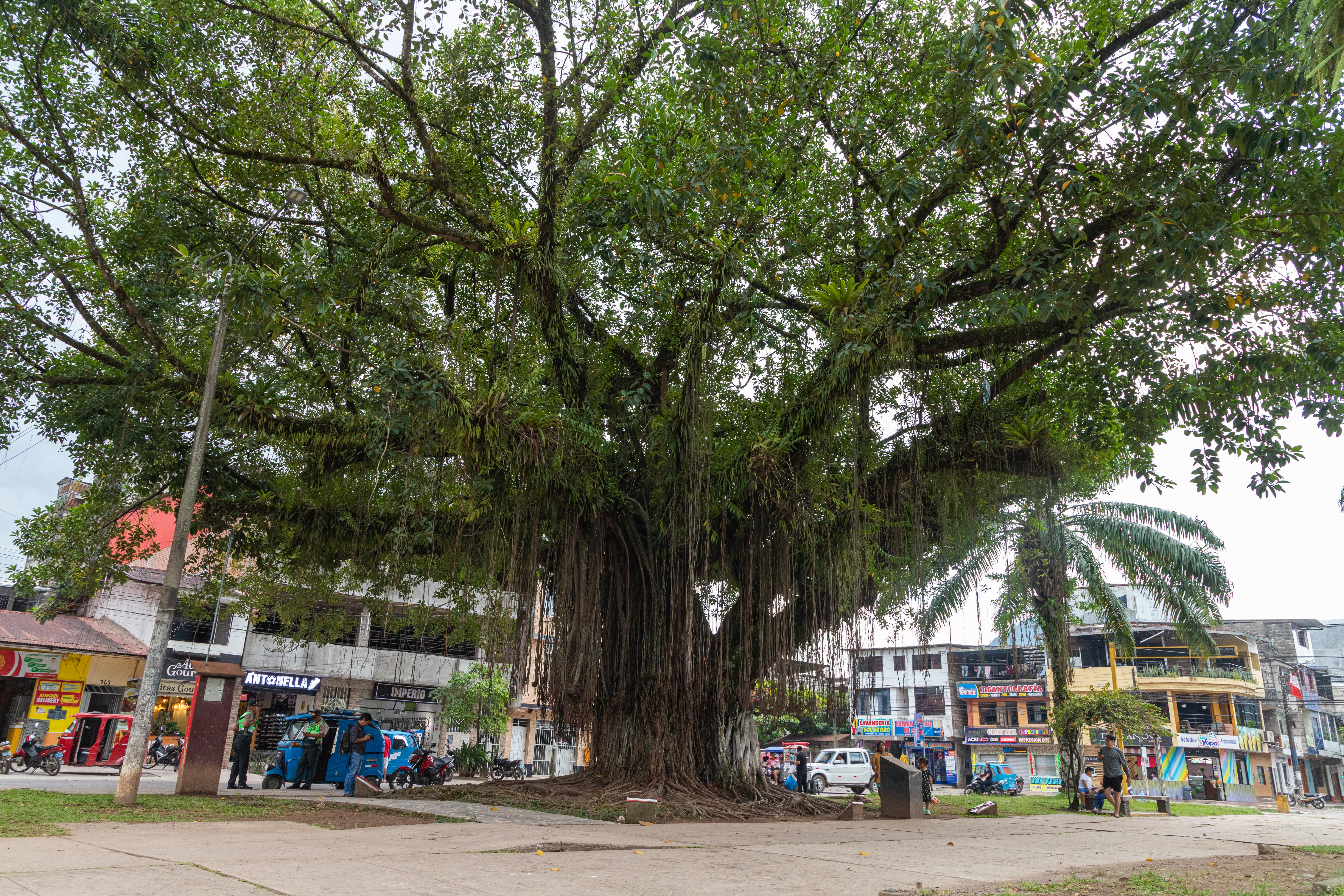
Ficus elastica en Perú, reconocido como árbol patrimonial en 2022

- Ficus elastica en Perú, reconocido como árbol patrimonial en 2022Ficus elastica, procede de la India y es muy adaptable a distintas situaciones ambientales. Su tronco segrega un látex blanco y de ahí el nombre de caucho que se le da en varios países intertropicales americanos. No se debe confundir con el verdadero árbol de caucho, esencialmente la especie brasileña euforbiácea Hevea brasiliensis, otrora extensamente explotada.
- Ficus lyrata, procede de la China meridional. Alcanza de 10 a 20 m de alto. Cultivado como árbol ornamental.
- Ficus máxima, se localiza desde el sur de México hasta la cuenca del Amazonas. Alcanza de 8 hasta 25 metros de alto.
- Coussapoa pittieri. El género Coussapoa, de la familia Urticaceae, hermana de las moráceas, es americano y tiene unas 50 especies de las que 8 se encuentran en Venezuela.

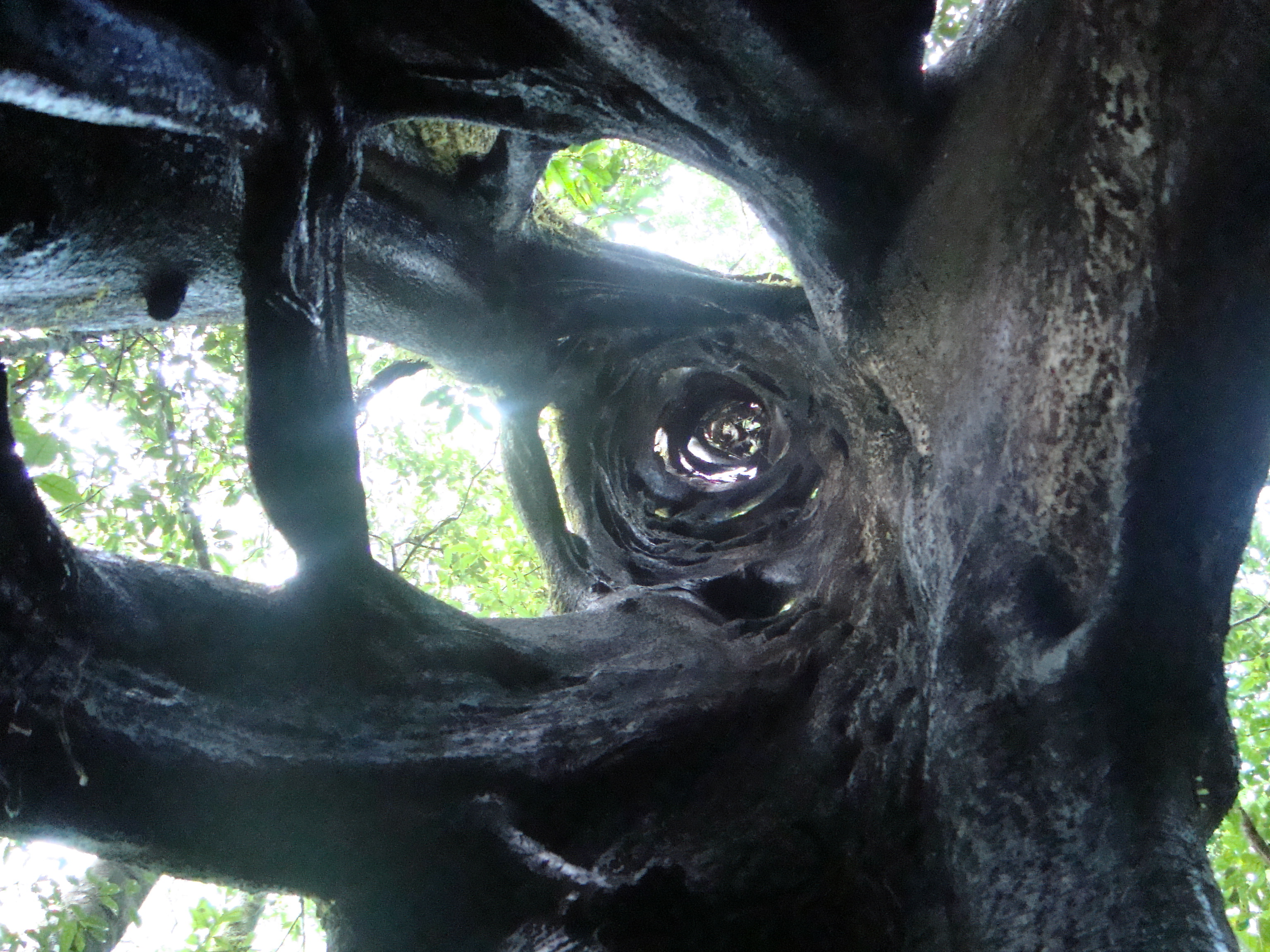
Matapalo en la Selva Lacandona, México. Imagen tomada desde el interior (vacío) del tronco original del árbol preexistente, mientras que el tronco entretejido del árbol actual es del propio matapalo.